# Amstel Gold Race 1987
La 22e édition de la course cycliste, l'Amstel Gold Race a eu lieu le 25 avril 1987 et a été remportée par le Néerlandais Joop Zoetemelk.

## Classement final
| Pos. | Coureur            | Pays            | Équipe       | Temps           |
| ---- | ------------------ | --------------- | ------------ | --------------- |
| 1    | Joop Zoetemelk     | Pays-Bas        | Superconflex | 6 h 12 min 51 s |
| 2    | Steven Rooks       | Pays-Bas        | PDM          | + 30 s          |
| 3    | Malcolm Elliott    | Grande-Bretagne | ANC-Halfords | + 32 s          |
| 4    | Teun van Vliet     | Pays-Bas        | Panasonic    | + 34 s          |
| 5    | Bruno Cornillet    | France          | Hitachi      | + 40 s          |
| 6    | Phil Anderson      | Australie       | Panasonic    | + 1 min 34 s    |
| 7    | Eddy Planckaert    | Belgique        | Panasonic    | + 1 min 37 s    |
| 8    | Nico Verhoeven     | Pays-Bas        | Superconflex | + 1 min 37 s    |
| 9    | Adrie van der Poel | Pays-Bas        | PDM          | + 1 min 37 s    |
| 10   | Theo de Rooij      | Pays-Bas        | Toshiba      | + 1 min 41 s    |